# Jean-Georges Klein
Jean-Georges Klein (* 27. Oktober 1950 in Ingwiller) ist ein französischer Koch.

## Leben
Klein wuchs in einer elsässischen Gastronomen-Familie auf. 1967 begann er seine Ausbildung an der Straßburger Hotelfachschule und schloss 1969 als Hotelfachmann ab. Von 1970 bis 1987 war er Oberkellner im Restaurant seiner Mutter, dem L’Arnsbourg in Baerenthal in Lothringen, wo auch seine Schwester Cathy Klein arbeitete.
Als er 1987 das Restaurant erbte, wechselte er in die Küche, wo er schon ein Jahr später mit einem Michelin-Stern ausgezeichnet wurde. 1998 kam der zweite Stern hinzu. Der Autodidakt Klein bildete sich bei Pierre Gagnaire und 1999 bei Ferran Adrià im Restaurant Elbulli fort.
Ab 2002 wurde Klein mit drei Michelin-Sternen ausgezeichnet. Der Gault Millau wählte Klein 2008 „zum besten französischen Koch des Jahres“ und bewertete ihn 2012 mit 18 von 20 Punkten.  
Anfang 2015 verließ Jean-Georges Klein sein Restaurant L’Arnsbourg; das Hotel wurde zunächst von seiner Schwester Cathy Klein weitergeführt. Im September 2015 öffnete er das Restaurant Villa René Lalique im 20 Kilometer von Baerenthal entfernten Wingen-sur-Moder im Elsass. Es befindet sich in der ehemaligen Villa von René Lalique, die er bis 1945 bewohnte.
Seit 2016 wird das Restaurant Villa René Lalique mit zwei Michelinsternen ausgezeichnet. Im Herbst 2017 wurde Paul Stradner, mit dem Klein schon fünf Jahre zuvor zusammengearbeitet hatte, gleichberechtigter Küchenchef.
2020 wurde Stradner alleiniger Chefkoch; Klein war noch beratend tätig.

## Auszeichnungen
- 1988: Ein Michelinstern für das Restaurant L’Arnsbourg in Baerenthal
- 1998: Zwei Michelinsterne für das Restaurant L’Arnsbourg
- 2002: Drei Michelinsterne für das Restaurant L’Arnsbourg
- 2016: Zwei Michelinsterne für das Restaurant Villa René Lalique in Wingen-sur-Moder

## Mitgliedschaften
- Relais & Châteaux[9]